# Spodnje Loke
Spodnje Loke este o localitate din comuna Lukovica, Slovenia, cu o populație de 106 locuitori.